# Ubon Ratchathani (provincie)
Ubon Ratchathani is een provincie in het noordoosten van Thailand in het gebied dat ook wel Isaan wordt genoemd. In December 2002 had de provincie 1.792.774 inwoners, het is daarmee de 3e provincie qua bevolking in Thailand. Met een oppervlakte van 15.744,8 km² is het de 5e provincie qua omvang in Thailand. De provincie ligt op ongeveer 629 kilometer van Bangkok. Ubon Ratchathani grenst aan Nakhon Phanom, Laos, Cambodja, Sisaket en Yasothon. Ubon Ratchathani ligt niet aan zee.
De beroemde Thaise bosmonniken Ajahn Mun en Ajahn Chah zijn in deze provincie geboren.

## Provinciale symbolen
|  | Het provinciale zegel van Ubon Ratchathani toont een lotusbloem in een vijver, wat verwijst naar de naam van de stad, wat vertaald "koninklijke stad van de lotusbloem" is. De provinciale bloem is dus ook de lotusbloem. De provinciale boom is Dipterocarpus alatus. |

## Klimaat
De gemiddelde jaartemperatuur is 32 graden. De temperatuur schommelt tussen 13 graden en 42 graden. Gemiddeld valt er 1709 mm regen per jaar.

## Politiek

### Bestuurlijke indeling
De provincie is onderverdeeld in 20 districten (Amphoe) en 5 subdistricten (King Amphoe), die weer onderverdeeld zijn in 219 gemeenten (tambon) en 2469 dorpen (moobaan). De ontbrekende nummers zijn van amphoe die bij de herindeling in 1993 naar Amnat Charoen zijn gegaan.
| Amphoe \| 1. Mueang Ubon Ratchathani 2. Si Mueang Mai 3. Khong Chiam 4. Khueang Nai 5. Khemarat 7. Det Udom 8. Na Chaluai 9. Nam Yuen 10. Buntharik 11. Trakan Phuet Phon \| 12. Kut Kaopun 14. Muang Sam Sip 15. Warin Chamrap 19. Phibun Mangsahan 20. Tan Sum 21. Pho Sai 22. Samrong 24. Don Mot Daeng 25. Sirindhorn 26. Thung Si Udom \| | King Amphoe 29. Na Yai 30. Na Tan 31. Lao Suea Kok 32. Sawang Wirawong 33. Nam Khun                                                                            |  |
| 1. Mueang Ubon Ratchathani 2. Si Mueang Mai 3. Khong Chiam 4. Khueang Nai 5. Khemarat 7. Det Udom 8. Na Chaluai 9. Nam Yuen 10. Buntharik 11. Trakan Phuet Phon | 12. Kut Kaopun 14. Muang Sam Sip 15. Warin Chamrap 19. Phibun Mangsahan 20. Tan Sum 21. Pho Sai 22. Samrong 24. Don Mot Daeng 25. Sirindhorn 26. Thung Si Udom |  |